# Aforia kincaidi
Aforia kincaidi é uma espécie de gastrópode do gênero Aforia, pertencente a família Cochlespiridae.